# James Saina
James Saina (* 1974) ist ein kenianischer Marathonläufer.
2005 wurde er Zweiter beim Neapel-Marathon und siegte beim Athen-Marathon.
2006 wurde er mit seiner persönlichen Bestzeit von 2:14:16 h Sechster beim Alexander-der-Große-Marathon.